# Peblephaeus lutaoensis
Peblephaeus lutaoensis är en skalbaggsart som beskrevs av Masatoshi Takakuwa 1991. Peblephaeus lutaoensis ingår i släktet Peblephaeus och familjen långhorningar.
Artens utbredningsområde är Taiwan. Inga underarter finns listade i Catalogue of Life.